# A Life of Her Own
 A Life of Her Own és una pel·lícula estatunidenca dirigida per George Cukor, estrenada el 1950.

## Argument
Una noia arriba a Nova York i s'obre camí com a model. Quan la seva carrera està en ple apogeu s'enamora d'un home que està casat amb una dona impedida.

## Repartiment
- Lana Turner: Lily Brannel James
- Ray Milland: Steve Harleigh
- Tom Ewell: Tom Caraway
- Louis Calhern: Jim Leversoe
- Ann Dvorak: Mary Ashlon
- Barry Sullivan: Lee Gorrance
- Margaret Phillips: Nora Harleigh
- Jean Hagen: Maggie Collins
- Phyllis Kirk: Jerry
- Sara Haden: Smitty
- Hermes Pan: Sol
- Eloise Hardt: Ballarí
- Kathleen Freeman (no surt als crèdits): La telefonista a l'hotel Betsy Ross

## Producció
La història es va adaptar amb escreix a partir d'un relat curt, "The Abiding Vision", de l'autora britànica Rebecca West, que publicà en un llibre de 1935, "The Harsh Voice: Four Short Novels". L'administrador del Motion Picture Production Code Joseph Breen va rebutjar el guió original com a inacceptable, ja que va considerar que era "impactant i altament ofensiu" pel seu retrat de l'adulteri i la prostitució". Per tal d'adaptar la història al "codi" de producció, es va requerir al guionista Isobel Lennart que "demostrés que la situació adúltera és errònia i que els pecadors han de ser castigats pel seu pecat".
El final original de la pel·lícula era que Lily moria, però l'estudi va insistir en un final més feliç. Cukor va desaprovar la interferència de l'estudi i no estava satisfet amb la pel·lícula.

## Nominacions
- 1951: Globus d'Or a la millor banda sonora original per Bronislau Kaper